# Out of Mind (Zvezdna vrata SG-1)
Out of Mind je naslov epizode znanstveno-fantastične serije Zvezdna vrata, v kateri se O'Neill zbudi v prihodnosti in se med neznanimi obrazi ne znajde najbolje. Zdravniki mu povedo, da je bil zamrznjen 79 let, vsi člani njegove ekipe pa so že dolgo mrtvi. Zdaj v vojni proti Goa'uldom potrebujejo njegovo pomoč. Zdravniki želijo izvedeti, katere rase so sposobne uničiti Goa'ulde. O'Neill je kljub vsemu še vedno nezaupljiv. Njegovi sumi se potrdijo, ko mu na uho pride pogovor zdravnikov v goa'uldščini. Medtem sta v drugih sobah ujeta tudi Daniel in Carterjeva.